# František Plánička
František Plánička (Prága, 1904. június 2. – Prága, 1996. július 19.) világbajnoki ezüstérmes cseh labdarúgó, kapus. 
A spanyol Zamorával együtt, a háború előtti Európában a legjobb kapusként tisztelték. A legnagyobb sikert az 1934-es labdarúgó-világbajnokságon valósította meg, mikor a döntőig vezették Csehszlovákiát.  A vb döntőben  a hazai, olasz csapat 2:1-re nyert. Karrierje nagy részét a Slavia Praha csapatában töltötte, és ezzel a klubbal nyolcszoros cseh bajnok, és egyszer a Mitropa Kupát is megnyerte. A csehszlovák válogatott tagja lett és kapitánya az 1934-es olasozországi vb-n, ahol csapata második lett, és 1938-ban. 